# Júlio César (ur. 1986)
Júlio César, właśc. Júlio César Jacobi (ur. 2 września 1986 w Guaramirim) – brazylijski piłkarz występujący na pozycji bramkarza. Zawodnik klubu Getafe CF. 

## Kariera
Júlio César karierę rozpoczynał w 2007 roku w zespole Botafogo. W Campeonato Brasileiro Série A zadebiutował 13 maja 2007 roku w wygranym 3:2 pojedynku z Internacionalem. W Botafogo spędził sezon 2007.
Na początku 2008 roku przeszedł do portugalskiego zespołu CF Os Belenenses. W Primeira Liga pierwszy mecz zaliczył 23 lutego 2008 roku przeciwko CS Marítimo (1:3). Przez półtora roku w barwach Belenenses rozegrał 41 spotkań.
W 2009 roku Júlio César przeszedł do Benfiki, także grającej w Primeira Liga. W sezonie 2009/2010 zdobył z nią mistrzostwo Portugalii. W barwach Benfiki zadebiutował 28 sierpnia 2010 roku w wygranym 3:0 spotkaniu z Vitórią Setúbal. W 2011 roku wywalczył z zespołem wicemistrzostwo Portugalii, a także wygrał rozgrywki Pucharu Ligi Portugalskiej.
Sezon 2011/2012 Júlio César spędził na wypożyczeniu w hiszpańskiej Granadzie. Rozegrał tam 16 spotkań. W połowie 2012 roku wrócił do Benfiki.